# Qin Guangrong

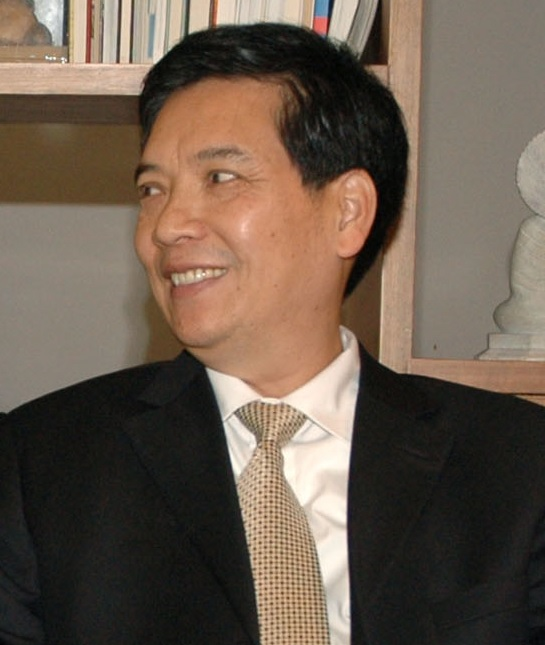
Qin Guangrong

Qin Guangrong (chinesisch 秦光荣; * 1950 in Yongzhou, Provinz Hunan) ist ein Politiker in der Volksrepublik China.
Qin trat 1972 der Kommunistischen Partei Chinas bei. Nach Tätigkeiten in Politik und Verwaltung in seiner Heimatprovinz, zuletzt von 1993 bis 1999 als Parteisekretär der KpCh der Stadt Changsha wechselte er 1999 in die Provinz Yunnan.
Dort war er ab 2003 stellvertretender Parteisekretär der Provinz und Vize-Gouverneur. Ab 2007 bis 2011 war er deren Gouverneur. 2011 avancierte er zum Parteisekretär dieser Provinz. Sein Nachfolger als Gouverneur wurde Li Jiheng.
Er war seit 1997 Kandidat und ist seit 2007 Mitglied des Zentralkomitees der Kommunistischen Partei Chinas.